# سكوت ميلن ماثيسون سينيور
سكوت ميلن ماثيسون سينيور (بالإنجليزية: Scott Milne Matheson, Sr.)‏ هو محامي أمريكي، ولد في 1897 في باروان في الولايات المتحدة، وتوفي في 1958.